# MatPat
马修·罗伯特·「馬特」·派屈克（Matthew Robert "Matt" Patrick，1986年11月15日—），較廣為人知的是化名MatPat，是一名美国网络名人、演员、作家兼制作人。他也是YouTube網絡劇《游戏理论》（Game Theory）及其派生作品《电影理论》（Film Theory）、《食物理论》（Food Theory）与《风格理论》（Style Theory）的創始人兼前旁白。每个节目分别分析各种游戏、电影以及电视节目和网络连续剧、食品和时尚。在2015年，MatPat创建了YouTube游戏实况频道“GTLive”，并在2016年制作了YouTube Red节目《MatPat的游戏实验室》（MatPat's Game Lab）。而在2017年6月，MatPat的三个频道成功达到超过1.3百万的订阅数和1.6亿的观看数。而在2016年7月1日至31日之间，他登场于一个名为《奔跑者》的游戏节目。该节目由本·阿弗莱克和马特·戴蒙制作，可在Go90上观看。2024年1月9日，MatPat已于2024年3月9日不再主持YouTube频道。

## 早年生活
MatPat于1986年11月15日在俄亥俄州梅迪納出生。MatPat在长大后对艺术感兴趣，尤其是音樂劇。他在学生时期非常关注他的教育，在学校后大多数把时间花在了学习和上课。他对学习的热忱甚至让他为了上课而跳过午休时间，并将暑假用在学院里的课程。他最后在他毕业的班级中成为了优秀毕业生，并在SAT中获得了漂亮的成绩。他良好的学术记录让他成功进入杜克大学并获得全额学术奖学金。
在杜克大学，MatPat读了双学位——心理学和劇場藝術，并在毕业时获得了拉丁文學位最高榮譽。MatPat之后为了从事演艺工作而马上搬迁至纽约，不过之后他因为无法获得足够的收入而退出了。几乎无工作的两年后，他给《游戏理论》发布了宣传预告，并在四天后发布了第一集，解释了SNES游戏《时空之轮》中时间旅行的科学准确性。

## 职业

### 游戏理论家
MatPat在2009年创建了名为“MatthewPatrick13”的YouTube账号。他上传了多个在音樂劇的表演和试镜，其中包括他在音乐剧“发胶明星梦”中所演唱的“It Takes Two”。他第一个花了大量时间剪辑的影片是用来向现在的妻子——史提芬妮·科达托求婚。
在2011年4月18日，他上传了新节目《游戏理论》（Game Theory）的第一集，讨论在科学、数学和文化方面上游戏与现实之间的关系。YouTube节目系列《額外加分》的其中一集——《触及学习》（Tangential Learning）就是此节目的启发。他起初创建《游戏理论》的原因是为了创出“游戏界的相切学习经验”并将他的能力展现给那些可能会观看此节目的公司。这个节目的集数常常都是关于任天堂的角色，以及其他像是《我的世界》、《玩具熊的五夜后宫》、《决胜时刻》、《精灵宝可梦》等著名游戏。在节目的早期历史，一部名为《Random Internet Encounters》的节目的演员之一——罗尼·爱德华（Ronnie Edwards）访问了MatPat。之后，MatPat邀请他成为《游戏理论》的主要编者。在这之前，MatPat一直都是节目的唯一编者。第一个由罗尼编辑的集数是名为《我的世界中钻石装甲到底值多少？》。他有时也会上传影片评论游戏市场或是其他他认为值得注意的事物。他开始累积订阅人数，且他的影片也被发布在像是ScrewAttack和GameTrailers的网站首页。《游戏理论》最终因MatPat教育性、协调和深入的游戏分析而变得知名。
在发展过程中，“游戏理论家”也释出了几个与主系列不同的旁支节目。其中有一些节目只有部分在此频道，更多集数则是在该创造者的频道上。
- 《Game Exchange》（2012年7月5日 - 2014年6月7日在“游戏理论家”频道上，仍在“Gaijin Goombah”频道连载）是个由麦可·松德曼（Michael Sundman）[13]制作的节目。松德曼会在节目以高音声调饰演名为Gaijin Goombah的克里波（英语：Goomba）角色，并讲解游戏与国际文化的关系。这个节目自2014年4月10日起被类似风格和内容的《Culture Shock》代替，被移出这个频道。自2016年起，他的真实声音被用在了“游戏理论家”版本中。
- 《Digressing and Sidequesting》（2011年12月26日 -）是个由罗尼·爱德华制作的节目，主要讨论游戏设计。这个节目起初是在名为“DigressingNSQ”的频道开始连载，并在2012年8月30日移至“游戏理论家”。
- 《Crossover》（2013年12月28日 - 2014年9月9日）是由德瑞克·麦克沃特（Drake McWhorter）和肯·蓝德夫（Ken Landefeld）制作的节目，证明两个不同游戏角色或系列是存在于同样的世界观。在2016年2月，重启节目的脚本已经制作完成[14]。在2016年4月，麦克沃特在推特发送推文表示此节目的第二季第一集也已经制作完成，剩下的只有等待官方认可[15]。但在2016年6月，他们宣布他们还未获得任何恢复，计划因此处于不定状态[16]。在2017年8月，蓝德夫发送推文表示“MatPat没有接下《Crossover》的第二季所以就结束在那里了”[17]。
- 《Smash History》（2014年8月26日 - 2016年7月23日）是由德瑞克·麦克沃特制作的节目，专注于《任天堂明星大亂鬥3DS/Wii U》的开发和内容。根据麦克沃特，节目因“非高品质、大乱斗的风潮已退去，并且非教育性节目”这些原因而被取消[18][19]。在2016年11月早期，所有集数被设定成私享并且麦克沃特本人也不确定这件事情发生的起因[20]。因为如此，他在2016年11月9日开始将系列节目上传至他的频道“Trailer Drake”。
- 《A Brief History》（2013年2月4日 - 2017年8月24日在“游戏理论家”频道上，仍在“FootofaFerret”频道连载）是个由萊德·柏爾吉（Ryder Burgin）制作的节目，以非常快的讲解速度讲述出特定游戏系列的整个开发过程。这个节目在“FootofaFerret”频道上开始连载并且在2015年4月20日将部分集数移至了“游戏理论家”的频道上。在2017年8月24日的集数中，柏爾吉宣布该集会是在“游戏理论家”上的最后一集，并且系列会被完全移至“FootofaFerret”。
- 《DeadLock》（2015年2月17日 - ）是由MatPat制作的节目，比较两款不同的游戏概念并展示他们各自的缺陷和长处。每一集通常会让MatPat和“游戏理论家”的其他成员互相争论这些概念。美国任天堂总裁——雷吉·菲尔斯-埃米曾经在其中两集登场于节目中与MatPat争论关于任天堂的话题。第一次登场是在2016年6月25日，他们二人互相争论及比较萨尔达传说系列中的运动控制器和传统控制器；第二次则是在2017年1月28日，两人争论任天堂是否应该停止制作游戏机。直至2017年12月12日，这个系列节目已有11集。
- 《Break Down》（2015年12月25日 - ）是由福雷斯特·李·布莱克（Forrest Lee Black，化名tehFurst）制作的节目，与《A Brief History》相似，讲述电子游戏系列的开发过程。
- 《The SCIENCE! 》（2016年1月29日 - ）是由奥斯汀·胡里根（Austin Hourigan）制作的节目，分析出电子游戏的科学和逻辑。起初这个节目在“ShoddyCast”频道上启动，首部在“游戏理论家”频道上的影片是在2016年12月21日上传。

游戏理论家在2013年12月17日成功达到了一百万订阅数。

#### 观众人口
GTLive在2017年8月29日的一集中，游戏理论家被断言主要都是较年少的观众所观看，而他们回复并揭露表示他们的观众人口当时主要都包括年长18至34岁的人们。根据数据，78%的观众属于男性，22%的观众则属于女性。以下数据为当时在直播中展示出的该月数据：
| 年龄    | 男性 | 女性 | 总数  |
| ------- | ---- | ---- | ----- |
| 13–17岁 | 9.9% | 3.7% | 13.6% |
| 18–24岁 | 27%  | 8.2% | 35.2% |
| 25–34岁 | 25%  | 5.1% | 30.1% |
| 35–44岁 | 9.4% | 3.1% | 12.5% |
| 45–54岁 | 4.5% | 1.6% | 6.1%  |
| 55–64岁 | 0.8% | 0.3% | 1.1%  |
| 65+岁   | 1.3% | 0.3% | 1.4%  |
| 所有    | ~78% | ~22% | 100%  |

### 影片理论家
在2014年5月12日，MatPat创建了名为“影片理论家”（The Film Theorists）的第二个频道，并在那里启动了第二个节目《影片理论》（Film Theory）。第一部影片于2015年6月2日，专注讲解电视节目《異世奇人》中的科学。《影片理论》的风格与《游戏理论》相同，唯一不同的是主题为影片。第一集发布后的一个月内，影片理论家就达到了1百万的订阅人数。
与游戏理论家相似，影片理论家也创作了几个不同的旁支节目。
- 《Did You Know Movies?》（2015年6月2日 - ）是著名电子游戏播客“Did You Know Gaming?（英语：Did You Know Gaming?）”的旁支节目。
- 《Frame by Frame》（2015年6月9日 - 2017年）是由凱爾·亞當斯（YouTube频道名称为PwnageShow）制作的节目，分析出影片技术。直至2017年8月26日，频道里只剩下一集。最新一集上传于2017年7月25日，名为《Spielberg（英语：Spielberg (film)）是如何喊卡的！…场景转移的指导》（英文：How Spielberg Makes the Cut!... A Guide to Scene Transitions）。
- 《Film Legends》（2017年2月18日 ）是由“Wisecrack”频道的创造者所制作，并由雅各·薩拉蒙（Jacob Salamon）所饰演的节目。在节目中，他们会以不同的分类评估电影，并给予评价后找出最佳电影。

《影片理论》已讲解了大量不同的节目和电影，像是《星際大戰》、漫威影业、《哈利·波特》、《異世奇人》等，甚至连2016年美國總統選舉也在节目中被讲解。

### MatPat的游戏实验室
在2016年6月8日，MatPat在YouTube Red（Google的付费服务）开始连载他的新节目《MatPat的游戏实验室》（MatPat's Game Lab）。节目主要专注于将电子游戏的场景和任务转移至现实世界，像是炸弹拆解（原自电子游戏《没人会被炸掉》）、跑酷（参考自电子游戏《镜之边缘》）和军训（参考自电子游戏系列《潛龍諜影》）。

### GTLive
MatPat在2015年8月26日启动了名为《GTLive》的Let's Play系列，大多数情况下他会与妻子史提芬妮一起串流他的电子游戏游玩过程并且将影片上传至“GTLive”频道（创建于2015年9月14日）上。串流通常会在太平洋標準時間的下午4时开始进行。一般的客串人物登场包括GTLive的制作人——杰森（Jason）、杰森的结婚典礼进行时代替他的副制作人——克丽丝（Chris）、MatPat的猫——思奇普（Skip，又称为CatPat），以及黄色兔子形状的Peep和大羊驼娃娃（参考自“Drama Llama”）——皮葩丘（Peepachu，名称参考自皮卡丘）。这些直播也运用了一些主题，包括“马里奥制造星期三”（Mario Maker Wednesday）、“運動控制星期四”（Motion-Control Thursday）和“恐怖遊戲星期五”（Scary Games Friday，也被成为Spoopy Games Friday）。MatPat在影片中也会运用名为“clap-and-a-half”的特别动作，MatPat表示这是从他的七级社交学习老师那里学来的。在其中一个直播中，他们使用威訊制作的游戏中《我的世界》智能手机来订购披萨以及进行一个“全世界最大的游戏内自拍”。
自2016年10月3日起，星期一的串流成为了YouTube Gaming黄金时段的一部分，因此被重新安排在了太平洋标准时间的下午3时至5时。其也包括了一个投票系统，MatPat使用它来管理快速调查。
自2016起，GTLive平均在1个星期5天进行直播，在每个直播获得了大约8万至11万的观看数。
在2017年4月3日，MatPat宣布因忙碌于参与欧洲VidCon并且寻找不同的拍摄地点而导致节目必须短暂中断直至2017年4月25日。因澳大利亚VidCon的关系，节目再次于2017年9月4日停止连载，并于2017年9月26日再度回归。

### 理论家媒体
MatPat是“理论家媒体”（Theorist Media）的创始者和主席，其为进行数码媒体制作的一种咨询公司。他与他的配偶——史提芬妮共同拥有理论家媒体。

### 魔法专长的地形
MatPat在网络剧《TOME：魔法专长的地形》（TOME: Terrain of Magical Expertise）中以不同的方式重度登场。
在2013年10月1日，他在频道上发布了该节目的第一集重制版，让节目可获更多注意和曝光。在2013年10月31日，MatPat上传了第二集《深夜大厦》（Mansion Midnight）。根据节目的创造者——克里斯·尼奧斯（Chris Niosi），因他无法通过YouTube频道从Google AdSense那里赚钱，这两集在被上传至该频道后MatPat将每个月的部分盈利交给了他。之后的两个月内，节目被移出频道，该两集也被移除了。尼奥斯表示这是因为这两集最后的成果没有起初期望的好。在2017年2月，MatPat在GTLive的其中一集中表示“因为‘某人拥有这部影片’，YouTube不让影片获得盈利。并且其也过度偏离我们所做的事情，因为它与教育和游戏没有任何一点关系”。
因TOME的RPG改编电子游戏中，MatPat和其他游戏理论家的成员也贡献了角色和一些对白。MatPat的饰演角色——Mattheorist与绿灯侠有些相似，能够使用青色能量射弹和生物。

## 合作
MatPat曾与几个不同的频道进行合作，让他们作为客串人物登场于自己的节目，或是在他人的节目客串。他在电子游戏博客“Did You Know Gaming?”中进行了几次配音，讲解《传送门》、《超级马里奥》和《玩具熊的五夜后宫》。他经常在《影片理论》的结尾提到“Wisecrack （页面存档备份，存于）”频道。MatPat也有几次与Random Encounters合作，像是登场于《FNAF音乐剧》以及在《班迪与油印机音乐剧》中给班迪进行配音。他也曾经和“Petcentric”频道（一个Nestlé Purina PetCare的子频道）合作，在《Pet-U-Cation》系列影片中登场。MatPat也在朱利安·史密斯（Julien Smith）的其中一个影片中作为邮局工作人员登场。
MatPat也和几个公司合作过，像是三星、华纳兄弟、育碧、Defy Media，以及YouTube。
几个网络名人也在MatPat的节目中进行过配音，像是奥斯丁·哈格雷夫（Austin Hargrave，化名PeanutButterGamer）和JonTron，另外在网络剧《Game Grumps》登场的阿林·漢森（Arin Hanson，化名Egoraptor）以及丹·艾維丹（Dan Avidan，化名Ninja Sex Party）也在MatPat的节目中登场过。
在由“ScrewAttack”制作的知名网络剧《死亡战斗》（Death Battle）中，MatPat在《金剛戰士 VS 聖戰士》一集中给登场于《圣战士》的Keith Kogane进行配音。
MatPat在动画系列《变形金刚：泰坦回歸》给计算王（Computron）进行配音。
2023年，MatPat在電影《佛萊迪餐館之五夜驚魂》出演一個小角色，為一家餐廳的服務生。

## 个人生活
MatPat在杜克大学遇到了史提芬妮·科达托。两人在制作了一个名为《The Epic of Stew》的薩爾達傳說系列拙劣模仿。他们之后于2012年5月19日在北卡罗来纳州结婚。他们有着名为思奇普的猫，在之后它常常在节目直播中出现，并被称为“CatPat”。MatPat目前正在加利福尼亚州洛杉矶与他的妻子史蒂芬妮·科达托（Stephanie Cordato）一起居住。

## 口袋铁拳DX邀请赛
MatPat和妻子史提芬妮在受到任天堂的邀请下参与了在E3 2017举行的《口袋铁拳DX》邀请赛。其中值得注意的事件包括：MatPat必须在第一回合打败自己的妻子、与其他著名YouTuber——runJDrun进行“不良蛙手指”（Croagunk fingers），以及打败了该游戏的最强玩家之一——阿利斯特·辛格（Allister Singh）。在比赛中，MatPat以帝王拿波参赛，而史提芬妮则以巨钳螳螂参赛。

## 奖项和提名
| 年份 | 提名       | 作品/人物 | 奖项             | 结果 |
| ---- | ---------- | --- | ---------------- | ---- |
| 2015 | 自由流動獎 | 游戏理论家 | 游戏             | 提名 |
| 2015 | 自由流動獎 | 游戏理论家、罗尼·爱德华（Ronnie Edwards）、福雷斯特·李·布莱克（Forrest Lee Black）和萊德·柏爾吉（Ryder Burgin）                                                                               | 编辑             | 提名 |
| 2016 | 肖蒂奖     | 游戏理论家 | 技术和创新：游戏 | 提名 |
| 2016 | 自由流動獎 | 游戏理论家 | 年度节目         | 提名 |
| 2016 | 自由流動獎 | 游戏理论家 | 游戏             | 獲獎 |
| 2016 | 自由流動獎 | 《MatPat的游戏实验室》 | 非故事性         | 提名 |
| 2016 | 自由流動獎 | 《MatPat的游戏实验室》 | 虚拟现实和360    | 獲獎 |
| 2017 | 肖蒂奖     | MatPat | 技术和创新：游戏 | 提名 |
| 2017 | 自由流動獎 | 游戏理论家（愛德華·紐頓（Edward Newton）、汤姆斯·托尔布尔森（Thomas Torbergsen）、阿歷克斯·塞奇威克（Alex Sedgewick）、罗尼·爱德华、丹尼尔·塞伯特（Daniel Seibert）、李·布莱克和萊德·柏爾吉） | 编辑             | 獲獎 |
| 2017 | 自由流動獎 | 《全球玩家》（The Global Gamer） | 拟真             | 提名 |

## 马里奥普勒克斯
在2017年8月6日，他在影片《游戏理论：超级马里奥制造，比宇宙还要大！ （页面存档备份，存于）》中发明了数字1012,431（马里奥普勒克斯，MarioPlex）。这个数字是第二大的大数（仅落后于古戈爾普勒克斯）。費米估算就是找出这个数字的方法。